# Marvel Animation
Marvel Animation, Inc. — американська анімаційна компанія. Зареєстрована 25 січня 2008 року, ціллю якої було створення анімаційного контенту для Marvel на ринку анімації та домашніх розваг. Об’єднана анімаційна програма Marvel Animation включала анімаційні зусилля, які тоді тривали Marvel Studios разом з Lionsgate і Nickelodeon. Marvel Animation працює під керівництвом Marvel Studios, дочірньої компанії Disney Entertainment, підрозділу The Walt Disney Company.